# Exetastes manchuricus
Exetastes manchuricus är en stekelart som beskrevs av Naora 1933. Exetastes manchuricus ingår i släktet Exetastes och familjen brokparasitsteklar. Inga underarter finns listade i Catalogue of Life.